# Йёргенсен, Микаэль
Микаэль Йёргенсен (дат. Michael Jørgensen, род. 23 апреля 1968) — датский велокроссмен. Многократный призёр чемпионата Дании по велокроссу.

## Карьера
За время карьеры неоднократно участвовал в чемпионате мира по велокроссу, лучшим результатом на которых стало 14-е место в 1992 году.
Принял участие в нескольких этапах Кубка мира по велокроссу, но на которых выше 29-го места не поднимался. Наилучших результатов на международной арене добился на велокроссовых гонках категории C2 — одержал победу и дважды поднимался на подиум.
Неоднократно становился призёром чемпионата Дании по велокроссу и чемпионата Дании по маунтинбайку.
После завершения активной спортивной карьеры Йёргенсен продолжил выступать на различных локальных соревнованиях.

## Достижения

### Маунтинбайк
1992
3-й на Чемпионате Дании
1993
2-й на Чемпионате Дании

### Велокросс
1988
3-й на Чемпионате Дании
1989
2-й на Чемпионате Дании
1990
2-й на Чемпионате Дании
1991
2-й на Чемпионате Дании
1992
Cyclocross Belvaux (Люксембург)
2-й на Чемпионате Дании
1994
3-й на Ciclocross Parabiago (Италия)
2-й на Чемпионате Дании
1995
3-й на Чемпионате Дании
7-й на GP Montferland Zeddam (Чехия)
1996
2-й на Чемпионате Дании
2-й на Frankfurter Rad-Cross (Германия)